# Intento de golpe de Estado en Colombia de 1909
El Intento de golpe de Estado en Colombia de 1909 más conocido como El Barranquillazo fue la intentona golpista que adeptos del general Ramón González Valencia llevaron a cabo en Barranquilla en junio de 1909 contra el gobierno del general Jorge Holguín, quien en su calidad de designado ocupaba el cargo de presidente de la República ante la renuncia del titular, general Rafael Reyes. 

## Antecedentes
A la renuncia del presidente Rafael Reyes a su cargo en junio de 1909, asumió la presidencia de la República el primer designado, Jorge Holguín, el 14 de junio. El vicepresidente constitucionalmente elegido en 1904, general Ramón González Valencia, había renunciado en 1905, sin embargo, se presentó a reclamar supuestos derechos constitucionales (que lógicamente había perdido) según los cuales el vicepresidente en ejercicio debía reemplazar al presidente en ausencias temporales o definitivas. El designado Holguín rechazó las intenciones de González Valencia argumentando "que dejó de ser vicepresidente desde 1905 por su propia voluntad".

## La intentona
Sin embargo, los partidarios de González Valencia trataron de generar un conflicto armado en Barranquilla para colocar en el poder a su líder. El movimiento revolucionario estuvo al mando del general Daniel Ortiz, quien el 4 de julio tomó el cuartel de Barranquilla. En la operación estuvo de por medio un acuerdo secreto entre los comandantes del Batallón Modelo y del medio Batallón de Infantería y con conservadores miembros de la Junta Republicana de Barranquilla.
Posteriormente, los golpistas se apoderaron del vapor gobiernista Hércules, y en el vapor La Alicia, que se encontraba en el puerto de Sitionuevo, el general Ortiz amenazó a Holguín con que o le entregaba el poder al general González Valencia o debería atenerse "a las consecuencias". Sin embargo, los liberales, republicanos y conservadores se unieron para respaldar al presidente Holguín y rechazar la intentona golpista de Barranquilla, la cual fue sofocada en menos de una semana. 
Al cabo del conflicto, Ramón González Valencia juró que nunca se enteró las intenciones de sus partidarios revolucionarios de Barranquilla sino cuando le llegaron noticias de los hechos. Sin embargo, insistió en que era él quien debía asumir la presidencia de la República.

## Consecuencias
No obstante el fracaso de Barranquilla, los republicanos decidieron apoyar al general González Valencia como candidato para completar el período presidencial de Rafael Reyes, que debía concluir el 7 de agosto de 1910. Ramón González Valencia fue elegido por el Congreso y tomó posesión de la presidencia el 4 de agosto de 1909.